# José Vieira de Lima
José Vieira de Lima (ur. 10 czerwca 1931 w Poconé) – brazylijski duchowny rzymskokatolicki, w latach 1998-2008 biskup São Luíz de Cáceres.

## Życiorys
Święcenia kapłańskie przyjął 7 grudnia 1958. 18 kwietnia 1990 został prekonizowany biskupem Marabá. Sakrę biskupią otrzymał 29 czerwca 1990. 11 listopada 1998 został mianowany biskupem São Luíz de Cáceres. 23 lipca 2008 przeszedł na emeryturę.